# Oxysarcodexia
Oxysarcodexia is een vliegengeslacht uit de familie van de dambordvliegen (Sarcophagidae).

## Soorten
- O. bakeri (Aldrich, 1916)
- O. cingarus (Aldrich, 1916)
- O. comparilis (Reinhard, 1939)
- O. conclausa (Walker, 1861)
- O. galeata (Aldrich, 1916)
- O. peltata (Aldrich, 1916)
- O. plebeja Lopes, 1946
- O. ramosa (Reinhard, 1939)
- O. trivialis (Wulp, 1895)
- O. ventricosa (Wulp, 1895)